# Obelis (přítok Nevėžisu)
Obelis je řeka ve střední Litvě, levý přítok řeky Nevėžis. Teče v okresech Ukmergė a Kėdainiai.
Pramení na sever od vsi Vidugiris, 4 km na sever od obce Siesikai. V malém úseku (asi 1 km) na počátku toku tvoří dvě ramena, severní a jižní, se společným pramenem, která se stýkají asi 1 km na západ od pramene. Dále pokračuje zpočátku směrem severozápadním, před vsí Paobelys se stáčí na jihozápad a pozvolna se stáčí dále u městysu Šėta směrem západním. Do řeky Nevėžis se vlévá u městysu Paobelys, na jižním okraji okresního města Kėdainiai, jako jeho levý přítok 55,6 km od jeho ústí do Němenu. Údolí řeky je 200–220 m široké, jeho úbočí je 8–14 m vysoké. Břehy řeky jsou 0,2 až 1,6 m vysoké, ve výchozech až 14 m vysoké. Převažující šířka koryta je 5–12 m. Rychlost toku je 0,2 až 0,3 m/s. Při jarních povodních hladina řeky stoupá o 2 až 3 m. Řeka je na mnoha místech přehrazena (vše v okrese Kėdainiai).

## Přítoky
- Levé:

| Hydrologické pořadí | Řeka     | Délka (km) | Povodí (km²) | Vzdálenost od ústí (km) | Ústí kde          | Koordináty ústí |
| ------------------- | -------- | ---------- | ------------ | ----------------------- | ----------------- | --------------- |
| 13010771            | Gerupė   | 4,6        | 4,5          | 46,5                    |                   |                 |
| 13010772            | Nekula   | 6,8        | 8,1          | 44,3                    |                   |                 |
| 13010775            | Arvystas | 13,1       | 27,1         | 40,9                    |                   |                 |
| 13010781            | Vanga    | 7,4        | 19,4         | 29,9                    |                   |                 |
| 13010795            | Lankesa  | 54,0       | 245,0        | 16,9                    | Aukštieji Kapliai |                 |
| 13010817            | Gegužinė | 7,0        | 6,8          | 15,9                    |                   |                 |
| 13010818            | Piltyna  | 5,2        | 9,6          | 13,0                    |                   |                 |

- Pravé:

| Hydrologické pořadí | Řeka             | Délka (km) | Povodí (km²) | Vzdálenost od ústí (km) | Ústí kde | Koordináty ústí |
| ------------------- | ---------------- | ---------- | ------------ | ----------------------- | -------- | --------------- |
| 13010773            | Rudekšna         | 20,8       | 41,0         | 41,6                    |          |                 |
| 13010772            | Nekula           | 6,8        | 8,1          | 44,3                    |          |                 |
| 13010777            | O - 2            | 4,8        | 3,5          | 37,4                    |          |                 |
| 13010778            | Indija           | 5,8        | 10,2         | 33,8                    |          |                 |
| 13010782            | Petraičių upelis | 4,2        | 4,4          | 24,2                    |          |                 |
| 13010783            | Šumera           | 26,2       | 89,0         | 23,6                    |          |                 |
| 13010791            | Suleva           | 19,7       | 43,0         | 21,2                    |          |                 |
| 13010819            | Malčius          | 10,4       | 26,0         | 12,0                    |          |                 |
| 13010822            | Malčius          | 18,3       | 51,3         | 9,2                     |          |                 |

## Obce při řece
- Paobelys, Šėta, Aukštieji Kapliai, Aristava, Kėdainiai

## Jazykové souvislosti
Obecné slovo obelis v litevštině znamená jabloň.